# 鎌谷町 (横浜市)
鎌谷町（かまやちょう）は、神奈川県横浜市保土ケ谷区の地名。「丁目」の設定のない単独町名である。住居表示未実施区域。

## 地理

### 地価
住宅地の地価は、2025年（令和7年）1月1日の公示地価によれば、鎌谷町272番7の地点で18万3000円/m²となっている。

## 歴史

### 町名の由来
帷子町の字名「古鎌谷」に由来する。

### 沿革
- 1940年（昭和15年）11月1日 - 宮田町の一部から新設される[7]。
- 1969年（昭和44年）10月1日 - 行政区再編成に伴い旧保土ケ谷区を廃止し、新たに保土ケ谷区へ編入[8]。
- 1970年（昭和45年）6月1日 - 神奈川区三ツ沢西町の一部と境界を調整[8]。

## 世帯数と人口
2025年（令和7年）6月30日現在（横浜市発表）の世帯数と人口は以下の通りである。
| 町丁   | 世帯数    | 人口    |
| ------ | --------- | ------- |
| 鎌谷町 | 2,198世帯 | 4,302人 |

### 人口の変遷
国勢調査による人口の推移。
| 年                 | 人口  |
| ------------------ | ----- |
| 1995年（平成7年）  | 4,491 |
| 2000年（平成12年） | 4,324 |
| 2005年（平成17年） | 4,417 |
| 2010年（平成22年） | 4,454 |
| 2015年（平成27年） | 4,309 |
| 2020年（令和2年）  | 4,340 |

### 世帯数の変遷
国勢調査による世帯数の推移。
| 年                 | 世帯数 |
| ------------------ | ------ |
| 1995年（平成7年）  | 1,816  |
| 2000年（平成12年） | 1,837  |
| 2005年（平成17年） | 1,874  |
| 2010年（平成22年） | 1,943  |
| 2015年（平成27年） | 1,926  |
| 2020年（令和2年）  | 2,112  |

## 学区
市立小・中学校に通う場合、学区は以下の通りとなる（2024年11月時点）。
| 番・番地等                                                 | 小学校             | 中学校               |
| ---------------------------------------------------------- | ------------------ | -------------------- |
| 305番地、313番地 327番地、329番地                          | 横浜市立宮谷小学校 | 横浜市立軽井沢中学校 |
| 1〜304番地、306〜312番地 314〜326番地、328番地 330番地以降 | 横浜市立宮谷小学校 | 横浜市立宮田中学校   |

## 事業所
2021年（令和3年）現在の経済センサス調査による事業所数と従業員数は以下の通りである。
| 町丁   | 事業所数 | 従業員数 |
| ------ | -------- | -------- |
| 鎌谷町 | 45事業所 | 158人    |

### 事業者数の変遷
経済センサスによる事業所数の推移。
| 年                 | 事業者数 |
| ------------------ | -------- |
| 2016年（平成28年） | 44       |
| 2021年（令和3年）  | 45       |

### 従業員数の変遷
経済センサスによる従業員数の推移。
| 年                 | 従業員数 |
| ------------------ | -------- |
| 2016年（平成28年） | 127      |
| 2021年（令和3年）  | 158      |

## その他

### 日本郵便
- 郵便番号 : 240-0063[3]（集配局：保土ヶ谷郵便局[18]）

### 警察
町内の警察の管轄区域は以下の通りである。
| 番・番地等 | 警察署         | 交番・駐在所 |
| ---------- | -------------- | ------------ |
| 全域       | 保土ケ谷警察署 | 岡沢町交番   |